# Hero (canção de Monkey Majik)
Hero é uma canção do grupo de J-rock Monkey Majik.
A canção foi usada no comercial da "Japanese Red Cross".

## Faixas (Single)
1. HERO
2. HERO -English version-
3. Headlight -DJ Mitsu the Beats remix-

## Desempenho nas Paradas Musicais
A canção alcançou a posição #54 da Oricon, e permaneceu ali por 2 semanas.
| Lançamento | Single | Notas/Observações | Desempenho em Paradas Musicais | Desempenho em Paradas Musicais | Desempenho em Paradas Musicais | Vendas Oricon | Álbum               |
| Lançamento | Single | Notas/Observações | Oricon Singles Charts          | Billboard Japan Hot 100†       | RIAJ digital tracks†           | Vendas Oricon | Álbum               |
| ---------- | ------ | ----------------- | ------------------------------ | ------------------------------ | ------------------------------ | ------------- | ------------------- |
| 2012       | "Hero" |                   | 54                             | 7                              | 67                             | 1,800         | Somewhere Out There |

## Premios e Indicações
| Ano  | Prêmio                            | Nomeação/Categoria                              | Trabalho (Álbum/Single) | Resultado | Ref.  |
| ---- | --------------------------------- | ----------------------------------------------- | ----------------------- | --------- | ----- |
| 2012 | MTV Video Music Awards Japan 2012 | Best Group Video - (Melhor Videoclipe de banda) | Hero                    | Indicado  | [ 6 ] |